# Stenoleptura nigromarginata
Stenoleptura nigromarginata là một loài bọ cánh cứng trong họ Cerambycidae.